# Melissodes tepida
Melissodes tepida är en biart som beskrevs av Cresson 1878. Melissodes tepida ingår i släktet Melissodes och familjen långtungebin.

## Underarter
Arten delas in i följande underarter:
- M. t. tepida
- M. t. yumensis
- M. t. timberlakei